# Disco in Dream/The Hitman Roadshow
Disco in Dream/The Hitman Roadshow prva je turneja australske dance-pop pjevačice Kylie Minogue, održana u kasnoj 1989. godini. Turneja se održala u Japanu, i kasnije su se, pod imenom "The Coca-Cola Hitman Roadshow", u Ujedinjenom Kraljevstvu održali besplatni koncerti kao "zahvala za podršku britanskim obožavateljima".

## Red izvođenja
1. "The Loco-Motion (7' Mix)"
2. "Got to Be Certain"
3. "Tears on My Pillow"
4. "Je Ne Sais Pas Pourquoi"
5. "Made in Heaven" (Heaven Scent Mix)"
6. "Hand on Your Heart"
7. "Wouldn't Change a Thing"
8. "I Should Be So Lucky"

## Datumi održavanja koncerata
| Datum               | Grad       | Država                 | Stadijun                            |
| ------------------- | ---------- | ---------------------- | ----------------------------------- |
| Azija               |            |                        |                                     |
| 2. listopada 1989.  | Nagoya     | Japan                  | Nagoya Rainbow Hall                 |
| 6. listopada 1989.  | Tokio      | Japan                  | Tokyo Dome                          |
| 7. listopada 1989.  | Osaka      | Japan                  | Osaka-jō Hall                       |
| 8. listopada 1989.  | Osaka      | Japan                  | Osaka-jō Hall                       |
| Europa              |            |                        |                                     |
| 15. listopada 1989. | London     | Ujedinjeno Kraljevstvo | Hammersmith Palais                  |
| 16. listopada 1989. | Plymouth   | Ujedinjeno Kraljevstvo | The Ritzy Discotheque and Nightclub |
| 17. listopada 1989. | Swansea    | Ujedinjeno Kraljevstvo | The Ritzy Discotheque and Nightclub |
| 18. listopada 1989. | Manchester | Ujedinjeno Kraljevstvo | Hammersmith Apollo                  |
| 19. listopada 1989. | Liverpool  | Ujedinjeno Kraljevstvo | Liverpool Empire Theatre            |
| 22. listopada 1989. | Bristol    | Ujedinjeno Kraljevstvo | Endemol Bristol Studios             |
| 23. listopada 1989. | Newcastle  | Ujedinjeno Kraljevstvo | The Mayfair                         |
| 24. listopada 1989. | Sheffield  | Ujedinjeno Kraljevstvo | The Roxy                            |
| 25. listopada 1989. | Birmingham | Ujedinjeno Kraljevstvo | The Ritzy Discotheque and Nightclub |
| 27. listopada 1989. | Edinburgh  | Ujedinjeno Kraljevstvo | Playhouse Theatre                   |

## Impresum
Glavni producent: Kylie Minogue

Producent i direktor: Michael Baumohl i Roger Yader

Pomoćni producent: Terry Blamey

Koreografija: Venol John

Kostimi: Carol Minogue

## Komercionalno izdanje
Turneja je izdana na PAL VHS-u 1990. godine, na kojem su pomiješane snimke sa svih koncerata uz dokumentarni film ubačen između snimki. Video izdanmje, nazvano Kylie On the Go - Live in Japan, u Japanu objavljeno je i u laserdisc formatu.
2003. godine, prateći uspjeh albuma Fever, izdan je brazilski NTSC DVD.

## Vanjske poveznice
- "1989 Disco in Dream (The Hitman Roadshow)"
- Kylie Minogue notable Tours-Part 2